# Амьен-7 (кантон)
Амьен-7 (фр. Amiens-7) — кантон во Франции, находится в регионе О-де-Франс, департамент Сомма. Входит в состав округа Амьен.

## История
Кантон образован в результате реформы 2015 года . 2 июня 2014 года президент Франции Франсуа Олланд представил проект реформирования регионального деления Франции, включающего в себя слияние части регионов и сокращение их общего числа с 22 до 14 (без учёта заморских владений). Задачей реформы называется сокращение расходов и экономия 10 миллиардов евро в течение 5—10 лет.
В 2014 году Парламент Франции (Национальное собрание Франции и Сенат) подписали закон (опубликован 16 января 2015 г.), который сокращает количество регионов Франции с 22 до 13. Новое территориальное деление вступило в силу с 1 января 2016 года.
В состав кантона вошли коммуны упразднённого кантон Амьен-7 (Сюд-Уэст) и отдельные коммуны упраздненного кантона Бов.

## Состав кантона
В состав кантона входят коммуны (население по данным Национального института статистики за 2018 г.):
- Амьен (17 939 чел.) (центральные и юго-западные кварталы)
- Вер-сюр-Сель (736 чел.)
- Пон-де-Мец (2 448 чел.)
- Салё (2 826 чел.)
- Салуэль (3 921 чел.)

## Политика
На президентских выборах 2022 г. жители кантона отдали в 1-м туре Эмманюэлю Макрону 33,1 % голосов против 25,4 % у Жана-Люка Меланшона и 20,1 % у Марин Ле Пен; во 2-м туре в кантоне победил Макрон, получивший 66,0 % голосов. (2017 год. 1 тур: Эмманюэль Макрон – 29,2 %, Жан-Люк Меланшон – 21,1 %,  Марин Ле Пен – 19,7 %, Франсуа Фийон – 16,4 %; 2 тур: Макрон – 70,7 %. 2012 год. 1 тур: Франсуа Олланд – 31,8 %, Николя Саркози – 24,6 %, Марин Ле Пен – 17,4 %; 2 тур: Олланд – 56,5 %).
С 2015 года кантон в Совете департамента Сомма представляют члены совета города Амьен — Марго Делетре (Margaux Delétré) (Республиканцы) и вице-мэр Оливье Жарде (Olivier Jardé) (Союз демократов и независимых).
|                | Кандидаты                      | Партия                   | Первый тур | Первый тур     | Второй тур | Второй тур |
| Кол-во голосов | Кандидаты                      | Партия                   | % голосов  | Кол-во голосов | % голосов  |            |
| -------------- | ------------------------------ | ------------------------ | ---------- | -------------- | ---------- | ---------- |
|                | Марго Делетре Оливье Жарде     | Правоцентристский блок   | 2 250      | 44,68          | 2 965      | 61,22      |
|                | Лор Венсан Доминик Гамен       | Левый блок – Зелёные     | 1 011      | 20,08          | 1 878      | 38,78      |
|                | Сюзанна Лемуэн Пётр Фалиговски | Национальное объединение | 935        | 18,57          |            |            |
|                | Марион Лепрель Люсьен Фонтен   | Разные левые             | 840        | 16,68          |            |            |

|                | Кандидаты                          | Партия                   | Первый тур | Первый тур     | Второй тур | Второй тур |
| Кол-во голосов | Кандидаты                          | Партия                   | % голосов  | Кол-во голосов | % голосов  |            |
| -------------- | ---------------------------------- | ------------------------ | ---------- | -------------- | ---------- | ---------- |
|                | Марго Делетре Оливье Жарде         | Правый блок              | 2 777      | 37,00          | 4 934      | 71,37      |
|                | Мари-Клер Буве Поль Бувье          | Национальный фронт       | 1 887      | 25,14          | 1 979      | 28,63      |
|                | Карин Мессажер Жан-Поль Тетю       | Левый блок               | 1 794      | 23,90          |            |            |
|                | Анн-Мари Гетем-Терри Оливье Титран | Левый фронт              | 629        | 8,38           |            |            |
|                | Валери Лесур Кадрен Ксавье Ста     | Демократическое движение | 419        | 5,58           |            |            |